# واح تي
واح تي هو كان كاهن التطهير خلال حكم الملك نفر إر كارع من الأسرة الخامسة في الفترة التي ترجع للعام 2350 قبل الميلاد.

## المقبرة
في نوفمبر 2018 أكتشفت المقبرة في منطقة سقارة من قبل البعثة الأثرية المصرية برئاسة الأمين العام لمجلس الأعلى للآثار مصطفى وزيري، المقبرة طولها 10 أمتار وارتفاعها 3 امتار ويوجد علي جدران المقبرة نقوش لـواح تي وهو يقوم بصيد الطيور والأسماك، بالإضافة لنقوش تمثل الأثاث، الزراعة وصناعة الفخار، بالإضافة لحب العائلة وحضن الشقيق لشقيقه. وعثر داخل المقبرة على 18 نيشة تضم 24 تمثالا كبيرا منحوتا في الصخر وملونا تصور صاحب المقبرة وعائلته، أما الجزء السفلى من المقبرة فيضم 26 نيشة صغيرة تحوى على 31 تمثالا منحوت في الصخر أيضا لشخص إما واقفا أو في وضع الكاتب يرجح أنها لصاحب المقبرة وتماثيل لأفراد عائلته، بالإضافة إلى العثور على العديد من الأوانى الفخارية.

## فيلم وثائقي
في 28 أكتوبر 2020 عرضت منصة نتفليكس فيلم وثائقي مدته ساعتين تحت عنوان أسرار مقابر سقارة.